# Mario Mussón
Mario César Mussón (Chivilcoy, 16 de abril de 1982) fue un futbolista argentino. Jugó de defensa y su último equipo fue Flandria, actualmente en el Nacional B, segunda división del fútbol argentino. Mario Musson actualmente esta dando sus primeros pasos como DT,  luego de su paso el 2020 en Timón FC de la ciudad de Jauregui (como ayudante de campo), desde principio de 2022 es el director técnico las divisiones juveniles de Jorge Newbery, un equipo de la ciudad de Luján. Dirige a la reserva, Sub-17 y Sub-15 del club.

## Trayectoria
Mussón hizo las divisiones inferiores en el Club Atlético Ciclón de Chivilcoy, su ciudad natal y, también pasó por las juveniles del Club Atlético River Plate. Sin embargo, no pudo debutar en primera división en dicha institución y se vio obligado a emigrar.
En el año 2002, el Cartagnova Fútbol Club, de la Segunda División B de España fichó al defensor por una temporada.
Luego de su paso por el fútbol europeo, fue contratado por el Club Social y Deportivo Flandria de la Primera B Metropolitana, tercera categoría del fútbol argentino. 
En el 2004 el Club Atlético Brown contrató al defensor. En este equipo disputó una temporada y luego de ella, volvió a Flandria en el 2006.
En el 2007, fue fichado por el Club Atlético Acassuso, donde jugó una temporada, también de la B Metropolitana. Convirtió 4 goles en los 26 partidos que disptó.
En el 2008, pasó a formar parte del Club Social y Deportivo Tristán Suárez de la misma categoría, donde jugó 24 partidos. Luego, volvió a Acassuso. Permaneció dos años en el "quemero", convirtiéndose en un referente del plantel. Allí marcó 1 gol. En total, contando sus dos pasos, disputó 78 partidos, marcando 5 goles. Fue amonestado 19 veces y 2 veces sufrió una expulsión.
En el 2011, emigró nuevamente a Flandria, donde jugó hasta el 2013. Se convirtió en un referente, al igual que en Acassuso, luego de convertir 1 gol y de disputar 61 partidos esos dos años.
En la segunda mitad de 2013 se acordó su llegada al Club Atlético Nueva Chicago que había descendido a esa misma categoría. El defensor no tuvo tanta continuidad como esperaba debido a la seguidilla de lesiones que sufrió. Un dato curioso es que a finales de dicho año sufrió desgarro de ambas piernas  en un mismo encuentro. Jugó tan solo 3 partidos durante la temporada. Nueva Chicago logró ganar el campeonato, ascendiendo a la segunda división de Argentina.
Luego del gran ascenso obtenido en Chicago, Flandria volvió a fijarse en él ya que no iba a ser tenido en cuenta en el conjunto verdinegro. Para la temporada 2014-15, el "Canario" había descendido a la Primera C, cuarta división del fútbol argentino. El defensor firmó contrato por 18 meses, hasta diciembre de 2015. Logró el tan ansiado ascenso marcando 3 goles en 18 partidos disputados durante el primer semestre luego de su vuelta. Fue un gran eslabón en el equipo para que se produjera la vuelta a la Primera B.

## Clubes
| Club           | País      | Año       |
| -------------- | --------- | --------- |
| FC Cartagnova  | España    | 2002-2003 |
| Flandria       | Argentina | 2003-2004 |
| Brown          | Argentina | 2004-2005 |
| Flandria       | Argentina | 2006-2007 |
| Acassuso       | Argentina | 2007-2008 |
| Tristán Suárez | Argentina | 2008-2009 |
| Acassuso       | Argentina | 2009-2011 |
| Flandria       | Argentina | 2011-2013 |
| Nueva Chicago  | Argentina | 2013-2014 |
| Flandria       | Argentina | 2014-2018 |

## Palmarés
| Título          | Club          | País      | Año     |
| --------------- | ------------- | --------- | ------- |
| B Metropolitana | Nueva Chicago | Argentina | 2013-14 |
| Primera C       | Flandria      | Argentina | 2014    |
| B Metropolitana | Flandria      | Argentina | 2016    |